# 拉瑪九世路
拉瑪九世路是泰國首都曼谷的馬路，以泰王拉瑪九世命名。西端與「阿速-粦鈴路 Asoke - Din Daeng Road」連接，東端連接至素萬那普國際機場。

## 從西到東
- 曼谷地鐵，拍喃九車站：位於與「阿速-粦鈴路」的交界
- 麗笙大酒店：四星飯店，位於 92 Soi Saengcham
- 內務部城市規劃處（City Plan Office, Minstry of Interior）
- Maxx 飯店：三星飯店，位於288號
- 經「選維威四街 Soi 4 Sun Wichai」可通泰國國家鐵路的東線之空丹車站
- 拍喃九-碧武里路：此橫街可通碧武里新路的「空丹醫院（Khlong Tan Hospital）」
- 拍喃九路三巷（Soi Rama 9 Soi 3）
- Channan Phenjati Business Center
- 盤谷銀行
- 素萬那普國際機場